# آرت اولیویه
آرتور سی. اولیویه (به انگلیسی: Arthur C. Olivier) (متولد ۲۴ اوت ۱۹۵۷) سیاستمدار آمریکایی است. وی شهردار سابق بل فلاور، کالیفرنیا است و در انتخابات ریاست جمهوری انتخابات ریاست‌جمهوری ایالات متحده آمریکا (۲۰۰۰) به عنوان رقیب کاندیدای انتخابات ریاست جمهوری هری براون، نامزد لیبرترین برای معاون رئیس جمهور بود.
آرت اولیویه فارغ التحصیل کالج سریتوس با مدرک فناوری طراحی است. او و همسرش جویس چهار فرزند دارند.